# Вебаналітика
Вебаналітика (англ. Web analytics) — це вимір, збір, аналіз, подання та інтерпретація інформації про відвідувачів вебсайтів з метою її поліпшення та оптимізації. Основним завданням вебаналітики є моніторинг відвідуваності вебсайтів, на підставі даних якого визначається вебаудиторія і вивчається поведінка вебвідвідувачів для прийняття рішень щодо розвитку і розширення функціональних можливостей вебресурсу.

## Застосування
Вебаналітика допомагає в багатьох аспектах розвитку сайту. Ось основні з них:
1. розвиток функціональності сайту на підставі тенденцій у поведінці відвідувачів;
2. оцінка ефективності рекламних кампаній в інтернеті;
3. виявлення проблемних місць у структурі, навігації та контенті сайту.

Статистика відвідуваності розділів і вебсторінок сайту дозволяє дізнатись про:
- кількість переглянутих вебсторінок;
- ключові слова та фрази, за якими відвідувачі знаходять сайт в пошукових системах;
- географію відвідувачів;
- час, проведений на вебсторінці;
- переходи між вебсторінками;
- аудиторію сайту (випадкові, постійні відвідувачі тощо);
- зручність навігації сайту для відвідувачів.

## Стандарти вебаналітики
У 2005 році була створена Асоціація Вебаналітики (Web Analytics Association).
Вебаналітика — молода галузь, однак, організація Web Analytics Association ввела загальноприйняті стандарти, за яким могли б проводити вимірювання та оцінювання у вебаналітиці.

## Методи вебаналітики
- аналіз відвідуваності сайту: статистика, тенденції, абсолютні і відносні показники;
- аналіз юзабіліті (аналіз щільності натискань, конверсійних шляхів відвідувачів сайту);
- аналіз поведінки відвідувачів на сторінці;
- бенчмаркінг — порівняння із загальними тенденціями і з конкурентами з допомогою незалежних дослідників (Alexa, GemiusAudience, Google Trends).

## Інструменти вебаналітики
Збирати статистику можна з допомогою:
1. Лічильників — це зовнішні програми. Для отримання статистики на вебсторінки сайту встановлюється невеликий фрагмент коду (зазвичай 1-2 кілобайт). Сенс в тому, що при вході на сайт браузер вантажить картинку, яка розміщена на сайті збору інформації. Дані про завантаження лічильника заносяться в базу даних, яка може розміщатися на сервері постачальника послуги збору та обробки статистики, і потім проглядаються, наприклад, на його сайті.
2. З допомогою веб лог-аналізаторів

| Опис           | Перевага | Недолік |
| -------------- | --- | --- |
| Лічильники     | Прості і зручні у використанні. Дозволяють отримувати оперативну наочну інформацію. | Вимагає встановлення на сайт «чужого» програмного коду. Лічильники можуть не зібрати або втратити дані, якщо вебсторінка недовантажилась або виникли технічні проблеми при передачі даних. Неможливість збору статистики за контентом, що завантажується, трафіком сайту, закладками відвідувачів у браузері.                    |
| Лог-аналізатор | Дозволяють аналізувати помилки роботи сервера, відстежувати хакерські атаки, складати спеціальні звіти. Точніші дані про кількість відвідувачів сайту. Дозволяє вирішувати більш вузькі і складні завдання, створювати власні специфічні звіти. Дозволяє збирати статистику за контентом, який завантажується, трафіком, закладами відвідувачів в браузері. | Вимагає встановлення на сайт «чужого» програмного коду, на багато більшого у порівнянні з лічильником. Вимагає високої кваліфікації адміністратора вебресурсу для установки і налаштування аналізатора. Зростає навантаження на сервер сайту (сповільнення завантаження сторінки для користувача). Збільшення вразливості сайту. |

### Аналізатори логів
- Безкоштовні:
  - як ПЗ:
    - Webalizer
    - AWStats
    - Analog
    - W3Perl
    - Weblog expert
    - Octopussy
    - Alterwind Log Analyzer
    - Spylog Flexolyzer

  - як вебсервіс:
    - Logentries
    - Mixpanel
    - Bing Webmaster Tools[3]
    - Quantcast
    - Yahoo! Web Analytics
- Платні:
  - Logentries
  - як власницьке ПЗ:
    - Mint (програмне забезпечення)[en]
    - Sawmill[en]
    - Splunk
    - Tealeaf[en]
    - Unica NetInsight[en]
    - Urchin[en]

  - як веб сервіс:
    - WebTrends[en]
    - Bango Mobile Web Analytics

### Лічильники-рейтинги
Дають кількість відвідувачів за день, тиждень, місяць, за всю історію.
Українські:
- Bigmir)net(top.bigmir.net)
- I.ua(catalog.i.ua)
- MyCounter(mycounter.ua)
- Хит.UA(hit.ua)

Закордонні:
- HotLog
- LiveInternet
- OpenStat
- Rambler's Top100
- Рейтинг@Mail.ru

### Системи інтернет-статистики (раніше— лічильники-трекери)
Дають сумарну інформацію щодо відвідувань, обраним за певного зрізу, заданому користувачем.
- Google Analytics
- Piwik
- Яндекс.Метрика
- Liveinternet
- Рейтинг@Mail.ru
- OpenStat (кол. Spylog)
- HotLog
- MyCounter(mycounter.ua)

### Інтернет-статистика з деталізацією за переглядами
Крім сумарної інформації, дають інформацію за переглядами сторінок всередині кожного відвідування.
- Woopra[en]
- Plerdy (теплова карта кліків сайту)

### Інтернет-аналітика з деталізацією поведінки відвідувача
Дають максимально детальну інформацію з можливістю перегляду всіх дій відвідувачів: рухи миші, кліки, клавіші тощо. За зібраною поведінковою інформацією будуються звіти у вигляді карт активності відвідувачів на сторінці.
- ClickTale
- Google Analytics
- SpyBOX
- Яндекс.Метрика

## Сертифікації в галузі вебаналітики
На даний момент у світі існує дві пріоритетних сертифікації фахівців в області вебаналізу.
1. Google Analytics Certified Partner — сертифікація для компаній, які показали свою здатність в аналізі сайтів з допомогою Google Analytics. Сертифікація проводиться після співбесіди в офісах Google фахівцями компанії з вебаналізу. Для сертифікації необхідно мати три успішні проекти в області вебаналізу, спрямованих на підвищення конверсії та оптимізацію витрат на інтернет-рекламу.
2. Web Analytics Association Member — членство в міжнародній асоціації вебаналітики, що дає право на формування стандартів у галузі відстеження вебданих для інтернет-реклами.

У зв'язку з міжнародною фінансовою кризою і повсюдної оптимізацією витрат на рекламу і маркетинг вебаналітика стає все більш актуальною для підвищення ефективності інтернет-маркетингу.